# Гормен (Північна Кароліна)
Гормен (англ. Gorman) — переписна місцевість (CDP) в США, в окрузі Дарем штату Північна Кароліна. Населення — 1104 особи (2020).

## Географія
Гормен розташований за координатами 36°2′30″ пн. ш. 78°48′25″ зх. д. / 36.04167° пн. ш. 78.80694° зх. д. (36.041662, -78.806938).  За даними Бюро перепису населення США в 2010 році переписна місцевість мала площу 7,60 км², з яких 7,45 км² — суходіл та 0,14 км² — водойми.

## Демографія
Згідно з переписом 2010 року, у переписній місцевості мешкало 1011 осіб у 405 домогосподарствах у складі 268 родин. Густота населення становила 133 особи/км².  Було 433 помешкання (57/км²).
Расовий склад населення:
| - 61,0 % — білих - 13,5 % — чорних або афроамериканців - 0,6 % — азіатів - 0,5 % — корінних американців - 22,7 % — осіб інших рас |

До двох чи більше рас належало 1,7 %. Частка іспаномовних становила 26,3 % від усіх жителів.
За віковим діапазоном населення розподілялося таким чином: 23,3 % — особи молодші 18 років, 60,8 % — особи у віці 18—64 років, 15,9 % — особи у віці 65 років та старші. Медіана віку мешканця становила 38,9 року. На 100 осіб жіночої статі у переписній місцевості припадало 101,8 чоловіків;  на 100 жінок у віці від 18 років та старших — 102,3 чоловіків також старших 18 років.
За межею бідності перебувало 32,4 % осіб, у тому числі 71,7 % дітей у віці до 18 років та 6,3 % осіб у віці 65 років та старших.
Цивільне працевлаштоване населення становило 780 осіб. Основні галузі зайнятості: будівництво — 21,7 %, мистецтво, розваги та відпочинок — 14,2 %, науковці, спеціалісти, менеджери — 11,4 %, освіта, охорона здоров'я та соціальна допомога — 10,1 %.